# Willy Hallstein

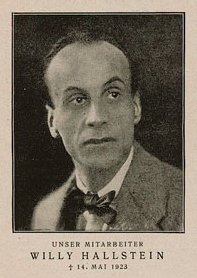
Nachruf Willy Hallstein, veröffentlicht in JUGEND am 1. Juni 1923 Jg. 28, Heft 11, S. 334

Georg Wilhelm Hallstein (* 23. September 1887 in Darmstadt; † 14. Mai 1923 in München) war ein deutscher Karikaturist, Radierer, Zeichner und Plakatkünstler. Von 1919 bis zu seinem Tod 1923 arbeitete er regelmäßig für die Zeitschrift Jugend, in der in diesem Zeitraum insgesamt 143 Arbeiten von ihm veröffentlicht wurden. Für René Prévot und Ernst Hoferichter illustrierte er Bücher.

## Leben
Zusammen mit dem Schriftsteller und Literaturkritiker Franz Blei gab er 1922 eine Mappe mit Radierungen zur Schwabinger Bohème heraus. Als Plakatkünstler entwarf er Plakate für den Zirkus Krone. Als Typograph bzw. Gebrauchsgraphiker gestaltete er mehrere Titelblätter für Notenblätter des Komponisten Heinrich Kaspar Schmid. „Hallstein hätte es verdient in der Erinnerung der Nachwelt lebendig zu bleiben – sein früher Tod, in der wirtschaftlich schwierigen Zeit zu Beginn der 1920er Jahre, hatte indes zur Folge, dass er zu Unrecht in Vergessenheit geriet.“

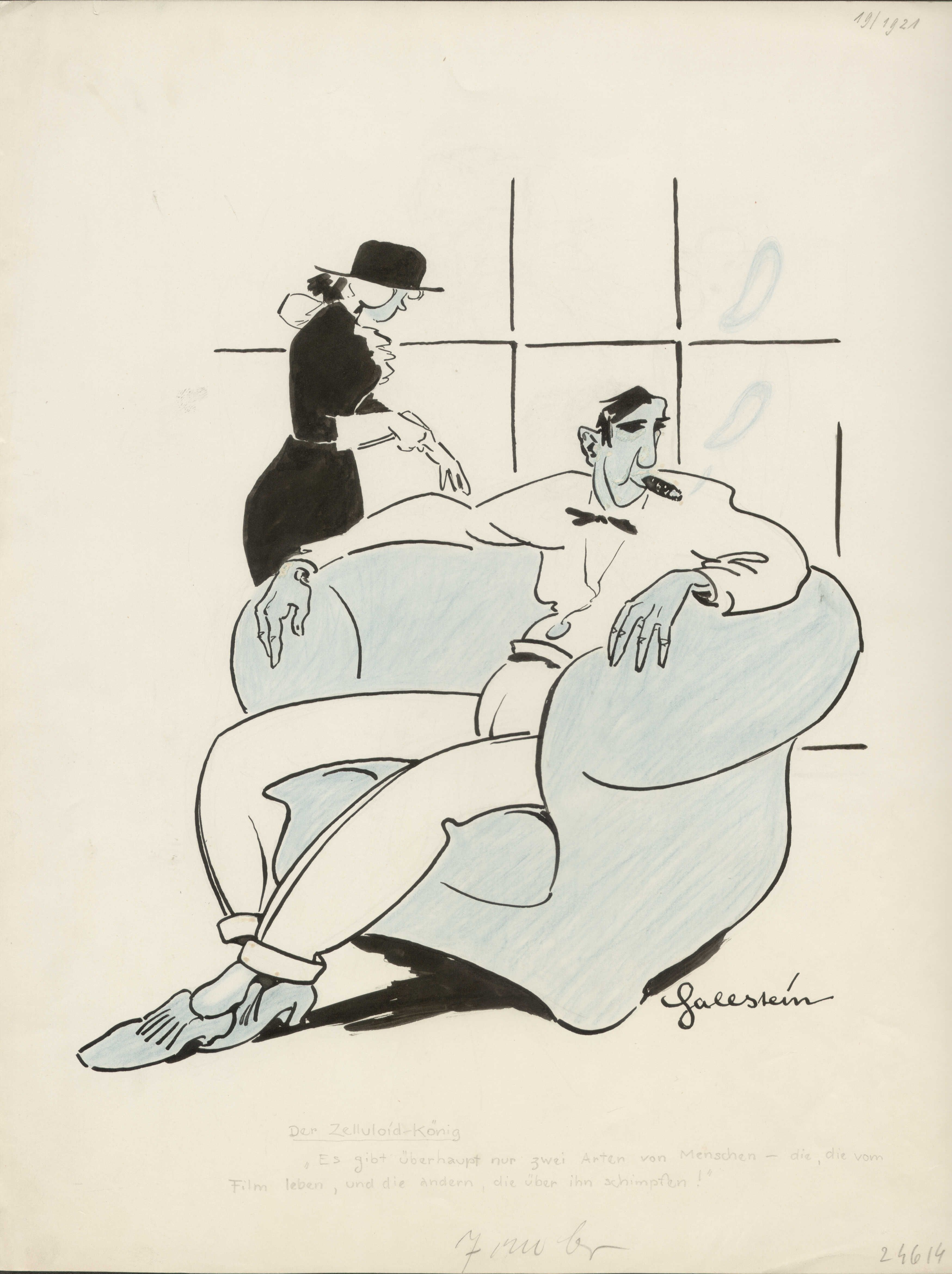
Der Zelluloid-König, Original-Zeichnung, veröffentlicht in Jugend am 15. Juni 1921, Jg. 26, Heft 19, S. 488a.
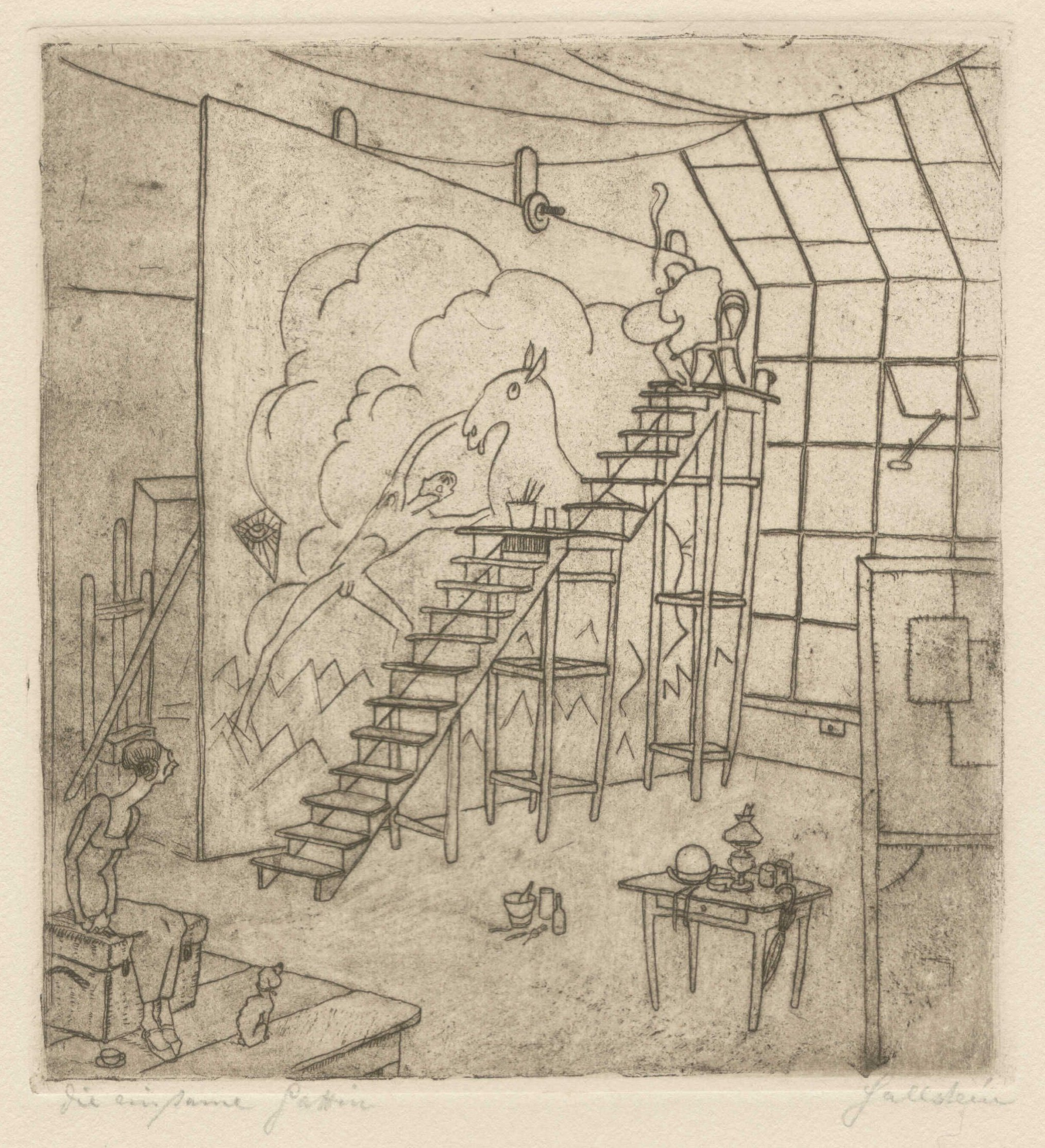
Die einsame Gattin, Original-Radierung, veröffentlicht in Jugend am 9. Dez. 1919, Jg. 24, Heft 50, S. 1168.
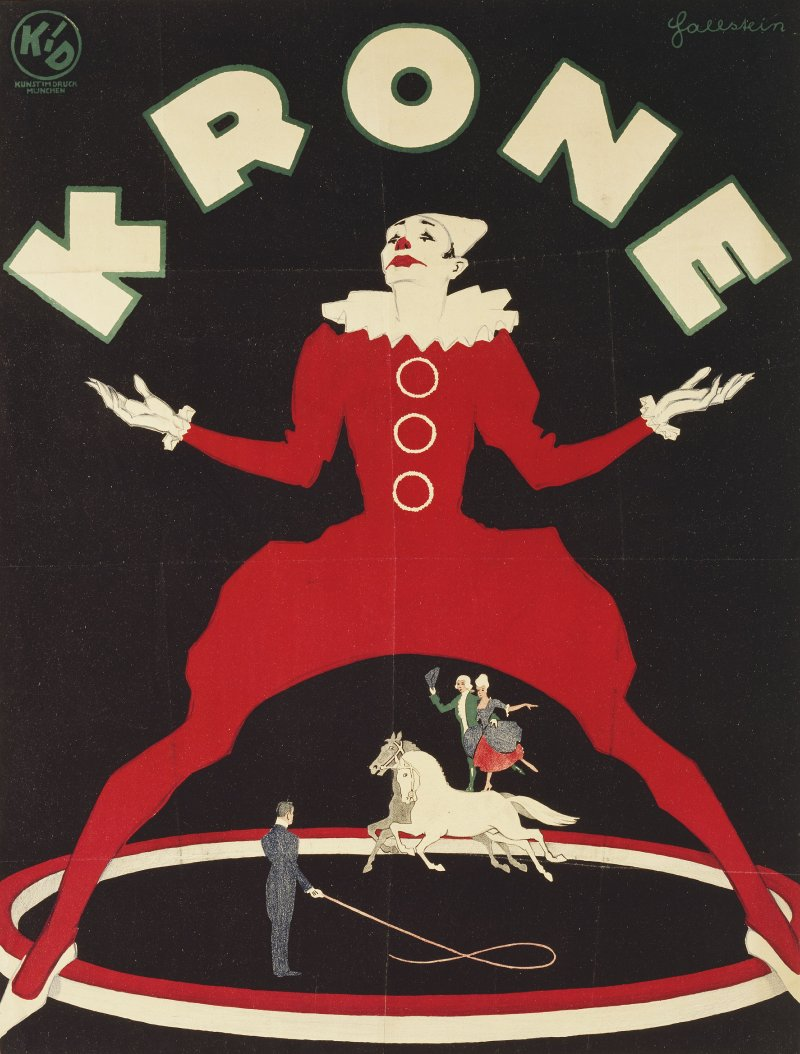
Plakat für Zirkus Krone um 1920
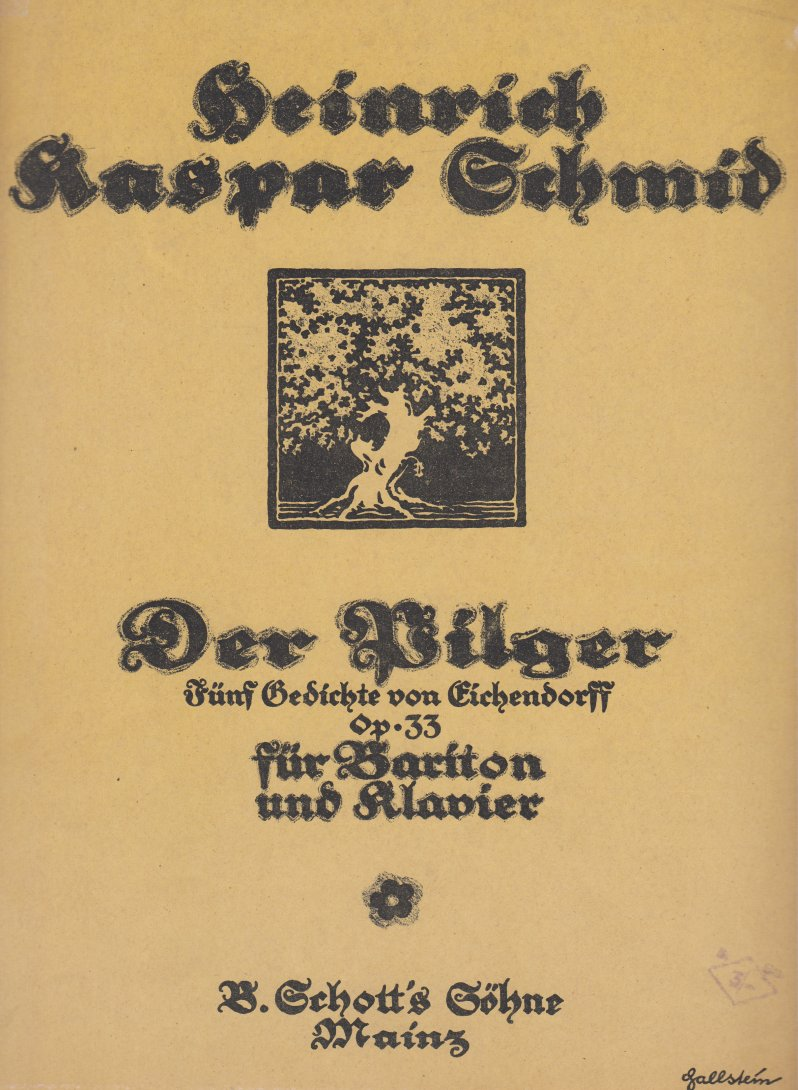
Typographie für Heinrich Kaspar Schmid, 1921